# Saint-Pavace
Saint-Pavace is een gemeente in het Franse departement Sarthe (regio Pays de la Loire). De plaats maakt deel uit van het arrondissement Le Mans. Saint-Pavace telde op 1 januari 2022 2.002 inwoners.

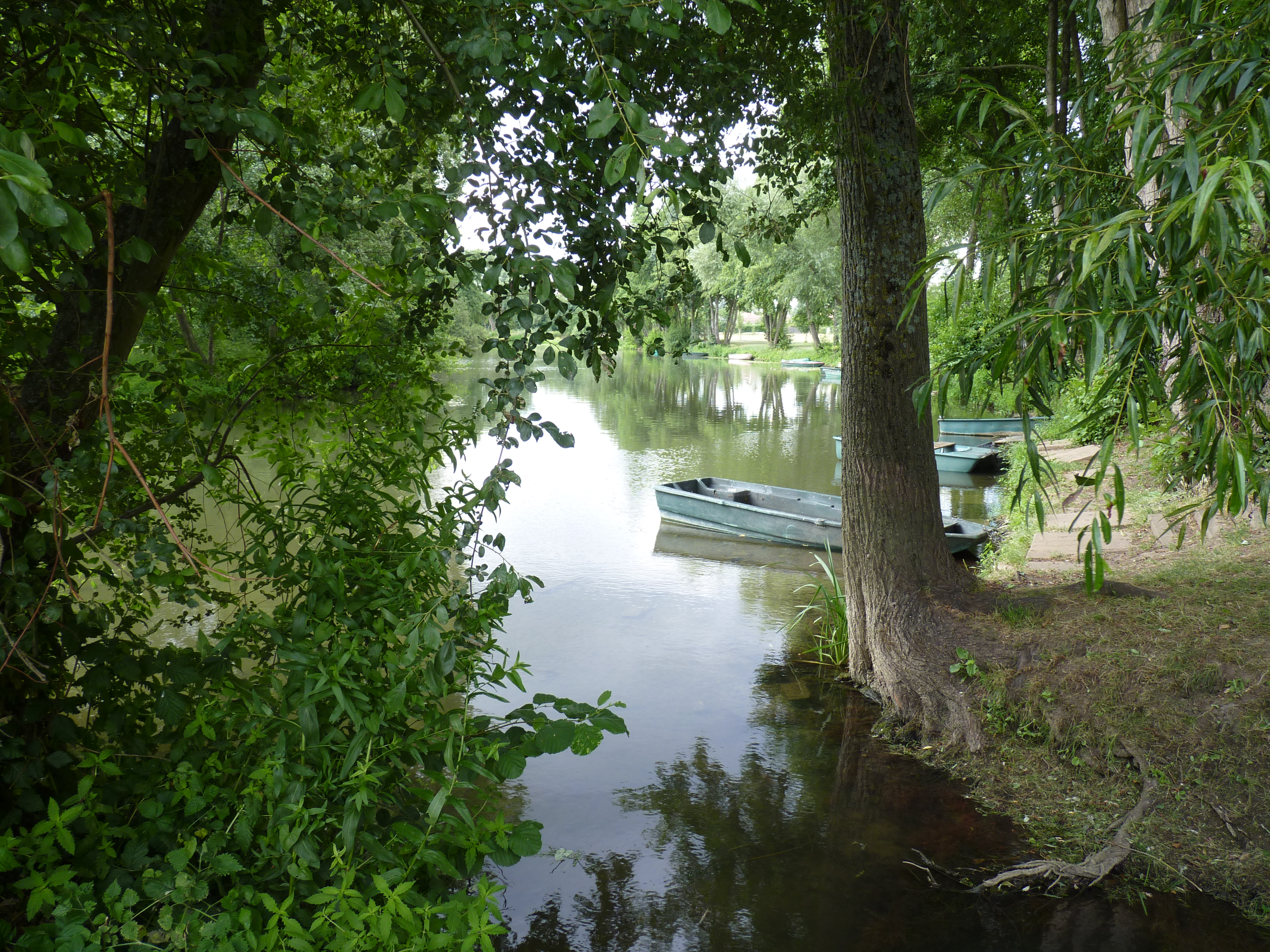
De Sarthe bij Saint-Pavace

## Geografie
De oppervlakte van Saint-Pavace bedroeg op 1 januari 2022 5,16 vierkante kilometer; de bevolkingsdichtheid was toen 388 inwoners per km².

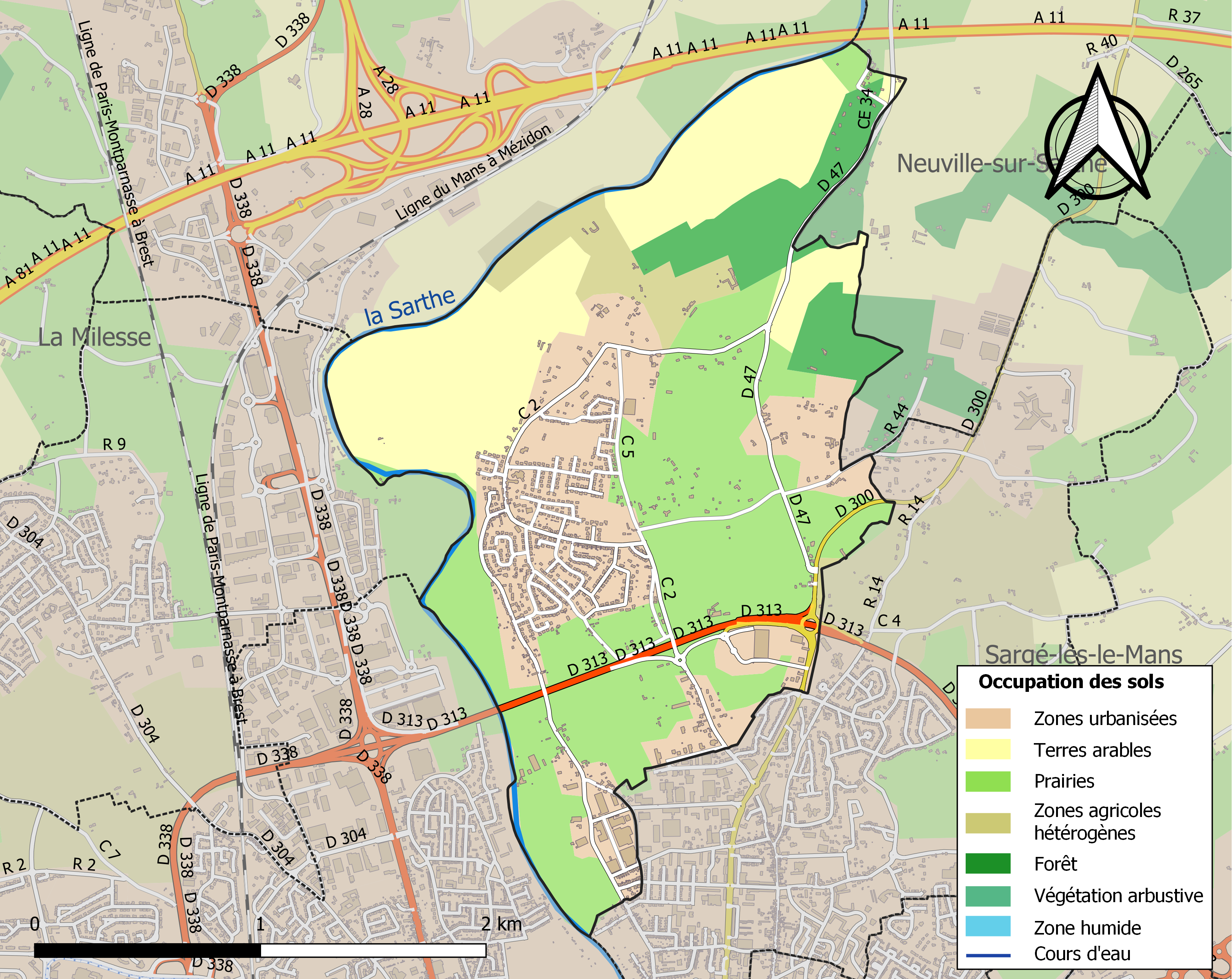
Kaart van de gemeente met de belangrijkste infrastructuur, bodemgebruik en omliggende gemeenten

## Demografie
Onderstaande figuur toont het verloop van het inwonertal (bron: INSEE-tellingen).